# 大松 (白井市)
大松（だいまつ）は、千葉県白井市の町丁。現行行政地名は大松一丁目のみ。郵便番号270-1439。

## 地理
北から東は根、大山口、南は初富、西は富塚に隣接している。

### 地価
住宅地の地価は、2017年（平成29年）1月1日の公示地価によれば、大松1-26-6の地点で8万1200円/m2となっている。

## 歴史
千葉ニュータウン開発の最初期に入植が始まった住宅街で、北総鉄道北総線の掘割南部に位置する(掘割北部は大山口地区)。地域内にはマンションなどの高層建築は無く、戸建てやアパートのみ。北総開発鉄道(現・北総鉄道)の開通前は、鎌ヶ谷大仏方面に向かう新京成バスしか公共交通機関が無かった。
元々の住所は根であったが、2001年4月1日の白井市市制施行に伴い、地区住民に対し地区名変更のアンケート調査が実施され、「大松一丁目」に多数票が集まり独立。「大松」の名前は、地区入口の交差点名にもなっている。

## 世帯数と人口
2017年（平成29年）10月31日現在の世帯数と人口は以下の通りである。
| 丁目       | 世帯数  | 人口    |
| ---------- | ------- | ------- |
| 大松一丁目 | 576世帯 | 1,339人 |

## 小・中学校の学区
市立小・中学校に通う場合、学区は以下の通りとなる。
| 番地 | 小学校               | 中学校               |
| ---- | -------------------- | -------------------- |
| 全域 | 白井市立大山口小学校 | 白井市立大山口中学校 |

## 施設

### 一丁目
- 大松自治会集会所
- 大松児童公園

## 交通

### 鉄道
地内に鉄道は通っていない。近隣の根に北総鉄道北総線の西白井駅が置かれており、利用できる。

### バス
- 白井市循環バス[6]
  - 西ルート（白井市役所・鎌ケ谷総合病院ルート）[7][8]
    - （白井駅北口、西白井駅） - 大松 - 大松集会所 - （新鎌ヶ谷駅）

  - 南ルート（冨士・新鎌ヶ谷駅ルート）[7][8]
    - （白井駅北口） - 大松集会所 - 大松 - （新鎌ケ谷駅）

### 道路
- 国道
  - 国道464号